# Austrelaps labialis
Pour les articles homonymes, voir Alecto labialis.
Espèce
Synonymes
- Alecto labialis Jan, 1859

Statut de conservation UICN

 LC  : Préoccupation mineure
Austrelaps labialis est une espèce de serpents de la famille des Elapidae.

## Répartition
Cette espèce est endémique d'Australie-Méridionale.

## Description

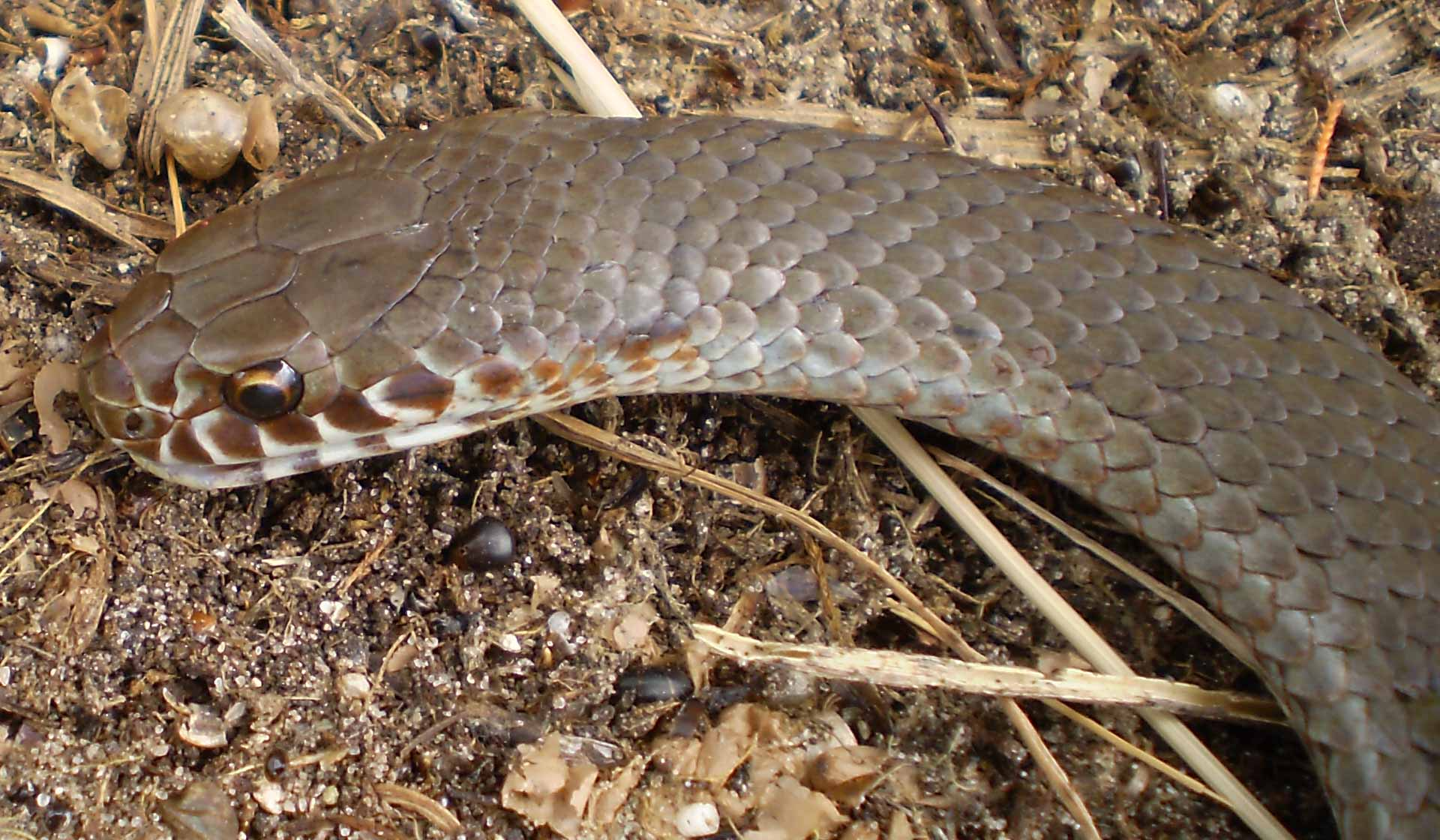
Austrelaps labialis

Les adultes mesurent 50 cm.

## Publication originale
- Jan, 1859 : Plan d'une iconographie descriptive des ophidiens et description sommaire de nouvelles espèces de serpents. Revue et Magasin de Zoologie Pure et Appliquée, Paris, ser. 2, vol. 11, p. 122-130 (texte intégral).